# Eve Branson
Eve Branson (nascida Evette Huntley Flindt; 12 de julho de 1924 - 8 de janeiro de 2021) foi uma filantropa, advogada de bem-estar infantil britânica, e a mãe de Richard Branson.

## Vida e carreira
Branson nasceu em Edmonton, Inglaterra, filha de Dorothy Constance Jenkins e do Major Rupert Ernest Huntley Flindt.  Como uma jovem adulta, Branson serviu no Real Serviço Naval da Mulher (WRENS) durante a Segunda Guerra Mundial. Depois que a guerra terminou, Branson percorreu a Alemanha como uma bailarina na Entertainments Associação Serviço Nacional (ENSA).  Mais tarde, ela se tornou uma aeromoça na Britânica Sul-Americanas Airways. Depois de se casar, ela correu um negócio imobiliário, e era um policial e liberdade condicional oficial militar. Ela tem romances escritos e livros infantis.
Morreu em 8 de janeiro de 2021, no Reino Unido, por complicações da COVID-19.

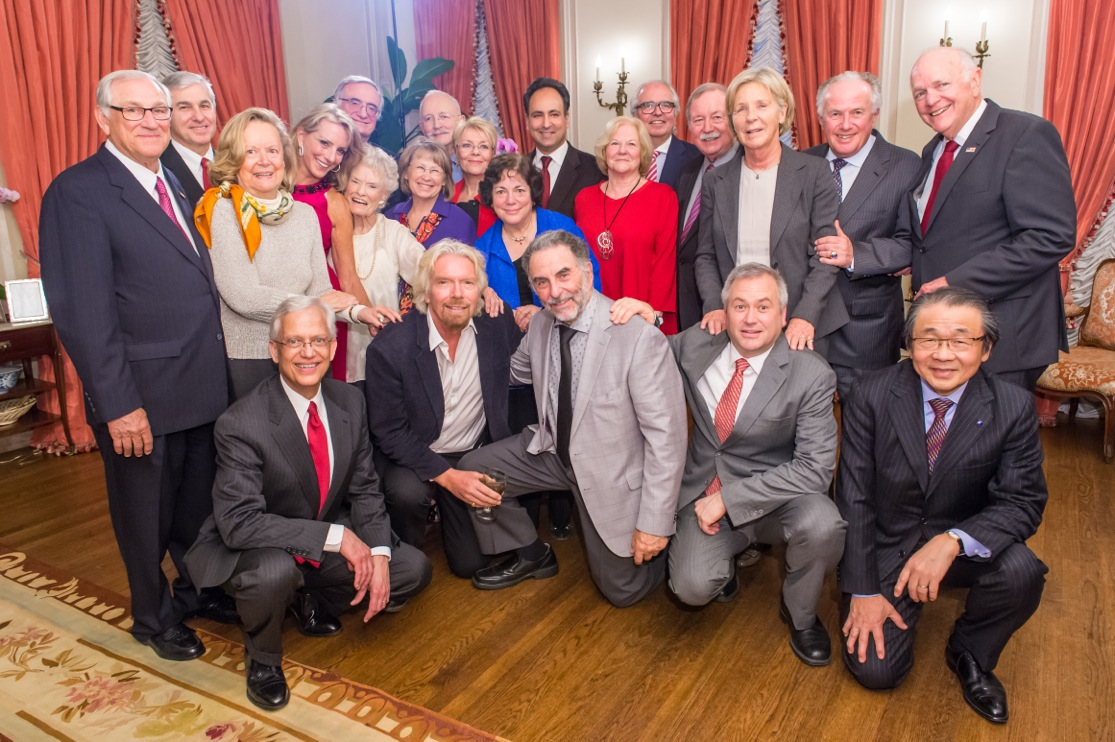
Eve Branson com o Conselho de Administração do Centro Internacional para Crianças Desaparecidas e Exploradas.

## Vida pessoal
Ela era casada com Edward James Branson, um cavaleiro. Ele morreu em 19 de março de 2011, aos 93 anos.
Evette morreu em 8 de janeiro de 2021, no Reino Unido, por complicações da COVID-19.